# Jeney Endre

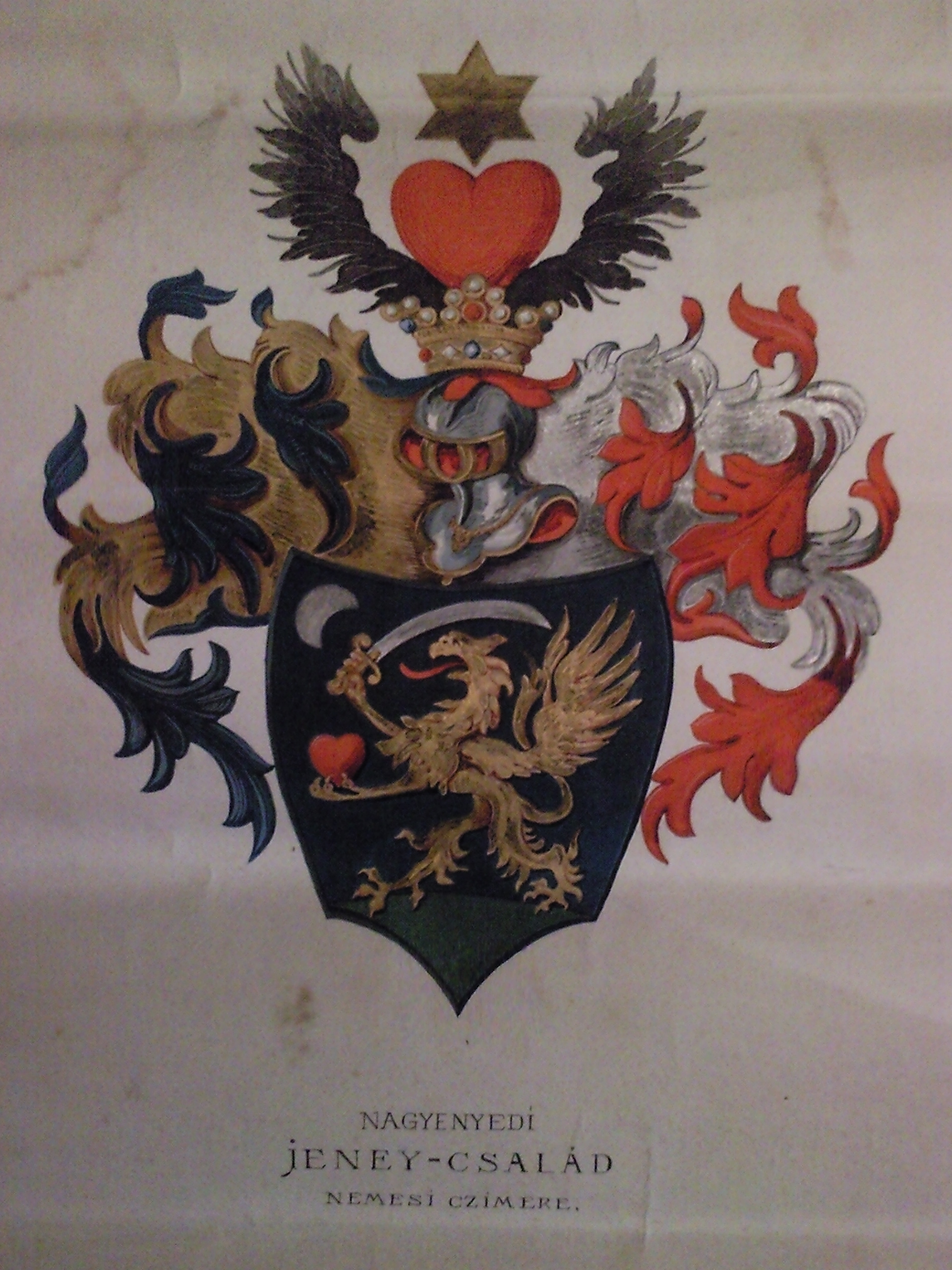
A Nagyenyedi Jeney Család címere

nagyenyedi Jeney Endre (Radnót, 1891. augusztus 26. – Debrecen, 1970. augusztus 10.) magyar patológus, higiénikus, mikrobiológus, egyetemi tanár, a bakteriológia, a környezet-egészségügy és a farmakológia szakértője, az orvostudományok doktora (1952).

## Élete
Jeney Jenő és Nagy Adél fiaként született. A Kolozsvári Magyar Királyi Ferenc József Tudományegyetemen szerzett oklevelet (1914). Kezdetben a kolozsvári egyetem Általános Kór- és Gyógytani Intézetében dolgozott (1914–19), azután a járványkórházban orvos (1919–20) volt, majd önálló hadtest-higiénikus, a szegedi egyetem általános kór- és gyógytani intézet kutatója és oktatója (1921–34). Közben 1922-ben a berlini Koch Intézetben folytatott tanulmányokat. Két ízben Rockefeller-ösztöndíjat kapott: 1923-ban a Columbia Egyetemre (New York), a Harvard Egyetemre (Boston); majd Angliába, Németországba, Dániába (1928) és a párizsi Pasteur Intézetbe nyert kutatási ösztöndíjat (1925). 1925-től Szegeden egyetemi tanárként oktatott. 1934-től nyugdíjba vonulásáig (1963) a debreceni tudományegyetem közegészségtani és gyógyszertani intézetének egyetemi tanára, dékán, egyúttal az Országos Közegészségügyi Intézet debreceni fiókállomásának igazgatója volt, valamint az 1945-ben szervezett Mikrobiológiai Intézet vezetője. 1963-ban Kossuth-díjjal ismerték el munkásságát. A Magyar Higiénikusok Társaságának elnöki feladatait is hosszú időn át ellátta. Részt vett több folyóirat szerkesztésében. Főleg bakteriológiai, környezet-egészségügyi kérdésekkel, növényi festékek (flavonvegyületek) farmakológiai kutatásával foglalkozott. Kimutatta a májkivonat hatását a vörösvértest képződésére.
A debreceni köztemetőben nyugszik.

### Családja
Felesége Gindele Magdolna (1911–1996) volt, Gindele Sándor és Reök Gizella lánya, akivel 1932. július 5-én Balatonkenesén kötött házasságot.
Fia Jeney András (1934–) orvos, farmakológus, onkológus, egyetemi tanár.

## Érdekesség
Az első „született amerikai” Nobel-díjas Thomas Hunt Morgan a kromoszómák öröklődésbeli szerepére mutatott rá. A következő évben (1934) a Whipple-Minot-Murphy amerikai hármas tette közkinccsé a vérszegénység májterápiáját, amit Jeney Endre már korábban leírt, de sajnos csak magyar nyelven.

## Díjai, elismerései
- Munka Érdemrend (1955)
- Kiváló orvos (1961)
- Kossuth-díj (1963)
- Hőgyes Endre-emlékérem (1965)